# Sollevamento pesi ai Giochi della XXXI Olimpiade - 94 kg maschile
Le gare di sollevamento pesi della categoria fino a 94 kg maschile dei Giochi olimpici di Rio de Janeiro 2016 si sono svolte il 13 agosto 2016 presso il padiglione 2 di Riocentro.

## Programma
Tutte le ore sono per il fuso-orario brasiliano (UTC-03:00)
| Data           | Ora   | Evento   |
| -------------- | ----- | -------- |
| 13 agosto 2016 | 15:30 | Gruppo B |
| 13 agosto 2016 | 19:00 | Gruppo A |

## Risultati
| Pos.    | Atleta              | Nazione         | Gruppo | Peso  | Strappo (kg) | Strappo (kg) | Strappo (kg) | Strappo (kg) | Slancio (kg) | Slancio (kg) | Slancio (kg) | Slancio (kg) | Totale |
| Pos.    | Atleta              | Nazione         | Gruppo | Peso  | 1            | 2            | 3            | Risultato    | 1            | 2            | 3            | Risultato    | Totale |
| ------- | ------------------- | --------------- | ------ | ----- | ------------ | ------------ | ------------ | ------------ | ------------ | ------------ | ------------ | ------------ | ------ |
| Oro     | Sohrab Moradi       | Iran            | A      | 93.64 | 178          | 178          | 182          | 182          | 221          | 234          | 234          | 221          | 403    |
| Argento | Vadzim Straltsou    | Bielorussia     | A      | 93.70 | 175          | 179          | 180          | 175          | 220          | 230          | 230          | 220          | 395    |
| Bronzo  | Aurimas Didžbalis   | Lituania        | A      | 92.42 | 177          | 177          | 177          | 177          | 210          | 215          | 223          | 215          | 392    |
| 4       | Sarat Sumpradit     | Thailandia      | A      | 93.05 | 170          | 175          | 177          | 177          | 205          | 210          | 213          | 213          | 390    |
| 5       | Ragab Abdelhay      | Egitto          | A      | 93.45 | 165          | 170          | 174          | 174          | 205          | 211          | 213          | 213          | 387    |
| 6       | Dmytro Čumak        | Ucraina         | A      | 93.66 | 174          | 174          | 177          | 174          | 213          | 213          | 220          | 213          | 387    |
| 7       | Ali Hashemi         | Iran            | A      | 93.10 | 172          | 173          | 173          | 173          | 210          | 220          | 220          | 210          | 383    |
| 8       | Aliaksandr Bersanau | Bielorussia     | A      | 93.57 | 167          | 173          | 177          | 173          | 208          | 214          | 215          | 208          | 381    |
| 9       | Volodymyr Hoza      | Ucraina         | B      | 93.66 | 165          | 170          | 174          | 170          | 195          | 200          | 205          | 205          | 375    |
| 10      | Park Han-woong      | Corea del Sud   | B      | 92.39 | 160          | 165          | 165          | 165          | 202          | 210          | 210          | 202          | 367    |
| 11      | Kendrick Farris     | Stati Uniti     | B      | 93.24 | 160          | 165          | 165          | 160          | 197          | 201          | 205          | 197          | 357    |
| 12      | Kévin Bouly         | Francia         | B      | 93.76 | 145          | 150          | 155          | 155          | 180          | 185          | 190          | 190          | 345    |
| 13      | Simplice Ribouem    | Australia       | B      | 93.25 | 145          | 150          | 155          | 155          | 185          | 191          | 191          | 185          | 340    |
| 14      | Sonny Webster       | Gran Bretagna   | B      | 93.58 | 148          | 148          | 151          | 148          | 185          | 190          | 190          | 185          | 333    |
| 15      | Cristopher Pavón    | Honduras        | B      | 93.26 | 140          | 140          | 145          | 145          | 180          | 185          | 185          | 180          | 325    |
| 16      | Petit Minkoumba     | Camerun         | B      | 91.61 | 140          | 145          | 145          | 140          | 165          | 170          | 170          | 165          | 305    |
| 17      | James Adede         | Kenya           | B      | 92.89 | 112          | 116          | 123          | 116          | 140          | 146          | 146          | 140          | 256    |
| –       | Tanumafili Jungblut | Samoa Americane | B      | 92.91 | 141          | 141          | 141          | –            | –            | –            | –            | –            | DNF    |

Gli atleti polacchi Adrian Zieliński e Tomasz Zieliński erano nella lista di partenza, ma sono stati espulsi dai Giochi in quanto risultati positivi ad un test antidoping.